# Fight or Flight (Hoobastank)
| Recensione | Giudizio |
| ---------- | -------- |
| AllMusic   |          |

Fight or Flight è il quinto album della band post-grunge statunitense degli Hoobastank, pubblicato l'11 settembre 2012, dopo essere posticipato dal 31 luglio 2012 al 28 agosto 2012.

## Contesto
La pubblicazione di Fight or Flight segna un punto di svolta per la band, importante per l'affermazione della propria indipendenza e l'opportunità di andare avanti seguendo i propri scopi.
(Doug Robb, Intervista a Alternative Addiction)

## Tracce
1. This Is Gonna Hurt – 3:50
2. You Before Me – 4:24
3. The Fallen – 3:16
4. Can You Save Me? – 3:55
5. No Destination – 3:43
6. Slow Down – 4:40
7. No Win Situation – 3:46
8. Sing What You Can't Say – 3:23
9. Magnolia – 4:09
10. Incomplete – 3:12
11. A Thousands Words – 4:01

Traccia bonus dell'edizione giapponese
1. The Pressure – 4:05

## Classifiche
| Classifica  | Posizione massima |
| ----------- | ----------------- |
| Giappone    | 18                |
| Stati Uniti | 66                |